# 中信湘雅生殖与遗传专科医院
中信湘雅生殖与遗传专科医院，简称中信湘雅医院，是中華人民共和國的國家重點生殖与遗传专科医院，位於湖南省長沙市，成立于2002年，由中国中信集团、中南大学以及生殖医学与医学遗传学家卢光琇教授团队共同组建。

## 歷史
最早來源於中南大學湘雅醫學院的不孕專科系，該院由湖南育群學會與美國雅禮協會聯合創建，創始人為胡美博士（Edward Hicks Hume）和顏福慶，雅禮協會和耶魯大學有重大關係，取湖南簡稱「湘」與耶魯大學的Yale諧音「雅」得名「湘雅」學校籌備於1913年，1914年成立。
早在1988年不孕專科系就被卫生部批准为中国遗传医学中心及国家精子库技术指导中心，2000年後由央企中国中信集团投資成為湖南省干细胞技术工程中心，受發改委直接指導後改名干细胞国家工程研究中心，榮獲國家進步二等獎、中華人口獎。在營利商業效益上其親子鑑定、試管嬰兒、避孕結紮、嬰兒手術、臍帶血等服務項目具有權威，2014年底為止共培養出生试管婴儿5萬6636人。同時擔任中南大學医学院遗传学、发育生物学、生殖工程学、干细胞工程学、医学伦理学五個學門的博士學位教學醫院。
2013完成了世界首例PGS/PGD (Preimplantation genetic diagnosis)胚胎植入前遗传诊断筛查试管婴儿的出生，15名PGD嬰兒成功出生，在英國的欧洲生殖医学年会上獲得認可，全新的胚胎植入前遗传学筛查方案，克服了以往PGD技术只能针对特定的少数几条染色体检测的局限性，可以筛除全部染色体是否异常。該技術能筛查胚胎的全部潛在疾病基因，將有問題的胚胎提早銷毀，只留下無ˊ問題的，不但能提高試管嬰兒成功率也能讓遺傳病家庭有生子機會，更進一步能篩檢癌症基因達成人口優生化。
至今是湖南省唯一具有合格精子库執照及可实施人类辅助生殖技术執照的专科医院。目前該院具有司法鑑定許可證，其出具的親子鑑定、DNA鑑定成果有司法效力。

## 參看
- 湘雅二医院